# 対面所
対面所（たいめんじょ）とは、室町時代以後の武家屋敷内に設置された施設で、主従関係にある者との対面儀礼の際に用いられた。
対面儀礼は主従関係の成立・確認の際に行われ、武家にとっては重要な儀式の1つであったが、武家の棟梁である将軍もその例外ではなかった。鎌倉幕府では侍廊、室町幕府では会所で対面儀礼を行うのが定制になっていたが、足利義政が花の御所を新造したときに会所とは別に対面所を設置したのが最初とされている。
戦国時代から江戸時代にかけて主従関係を基本とした武家間の身分秩序が重要視されると、武家屋敷の中心施設の1つとして重要視された。豊臣秀吉が大坂城の対面所で徳川家康と対面儀礼を行って、その権威を知らせしめたのは著名な例である。
徳川家康が開いた江戸幕府の主要拠点であった江戸城・駿府城でも、引き続き対面所が設置されたが、江戸城では奥にある黒書院との比較で白書院と呼ばれるようになる。白書院は公的な応接場として用いられたが、会所から広間、更に発達して公的行事に使用された大広間や、政務の場から内向きの応接場に役割が変更された黒書院により、対面所・白書院が有した対面儀式に使用される唯一の特別な場所という立場からは後退した。
なお二条城二ノ丸御殿は位置関係では大広間に続く「小広間」が対面所・白書院、続く「御座之間」が黒書院に相当するが、現在は「小広間」を黒書院、「御座之間」を白書院と呼び逆転している。